# Jonelle Price
Pour les articles homonymes, voir Richards.

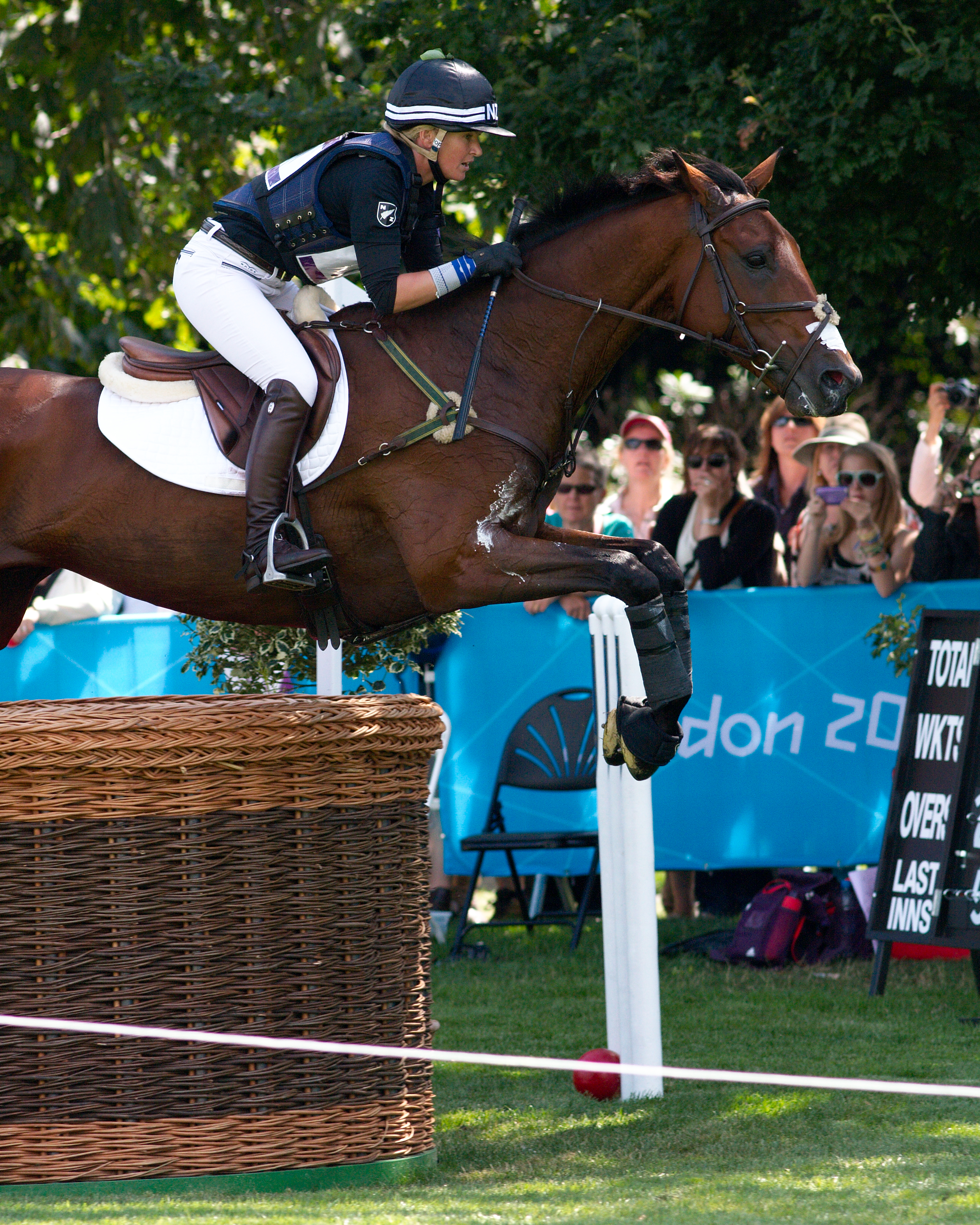
Jonelle Price et Flintstar lors des Jeux olympiques d'été de 2012.

Jonelle Price, née Jonelle Richards le 14 octobre 1980 à Nelson en Nouvelle-Zélande, est une cavalière de concours complet néo-zélandaise.
Elle remporte aux Jeux olympiques d'été de 2012 la médaille de bronze par équipes. 
Victorieuse lors de plusieurs CCI*****, elle devient, avec son mari Tim Price, le premier couple a occupé simultanément la première et la seconde place du classement mondial FEI, fin 2022, 